# Варва
Ва́рва — селище в Прилуцькому районі Чернігівської області. Населення селища 1 січня 2022 року становило 7581 мешканець. Адміністративний центр Варвинської селищної громади.

## Історія

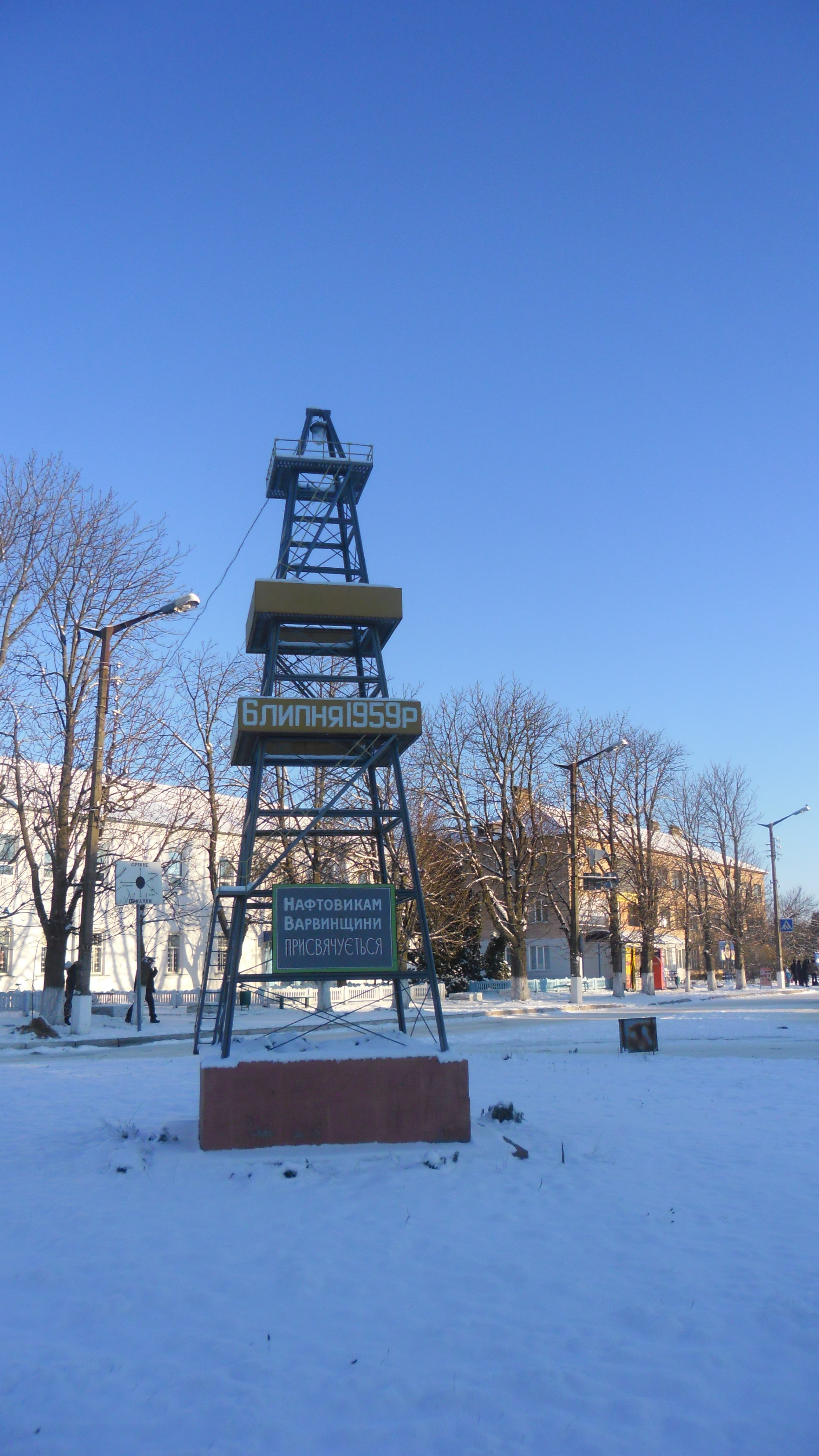
Нафтова вежа-пам'ятник на честь початку видобування нафти в регіоні 1959 року.

На території Варви виявлені кургани 2-го — 1-го тисячоліття до Р. Х.
Назва Варви походить від річки Варвиці (видозмінене слово «веревиця»), що протікає селищем. На околицях Варви виявлені курганний могильник і городище часів Київської Русі. Вчені припускають, що городище котре має назву «Замкова гора» є залишком міста-фортеці Варина, поблизу якого 1079 року військо Володимира Мономаха розгромило багатотисячну половецьку орду. Хоч швидше за все «Варин», що згадувався у літописних зведеннях — це помилка переписувача, який невірно записав назву «Варва». У часи Київської Русі Варва була одним з опорних пунктів бойової лінії Переяславської землі.
Може бути, що назва «Варин» була першою назвою сучасної Варви.

Під час монголо-татарської навали на Русь Варву 1239 року було зруйновано, але через деякий час вона відроджується. Від 1356 року Варва увійшла до складу Великого Князівства Литовського. Багато лиха завдали їй напади кримських татар на чолі з Менглі I Гіреєм. У 1482 році орда спустошила Варву.

Пам'ятник Осипу Бодянському.

Після Люблінської Унії 1569 року землі по річці Удаю увійшли до складу Польщі. На початку XVII століття Варва була заново заселена переселенцями з Правобережної України. В акті 1628 року вона названа «новосілим» поселенням. Згодом вона належала князям Вишневецьким. Зокрема Ярема Вишневецький заохочував переселення сюди жителів з правого берега Дніпра.
Під час визвольної війни українського народу 1648–1657 років Варва у 1649 році стала сотенним містечком. У Варві було дві сотні Прилуцького полку, в яких за реєстром 1654 року значився 901 козак.
У листопаді 1658 року під Варвою відбулась козацька рада на якій козаки-противники Івана Виговського обрали власного промосковського[джерело?] гетьмана -Івана Безпалого. Згодом розпочалися бойові дії московського війська під командуванням воєвод Г. Ромадановського й О. Трубецького та козацьких частин новообраного наказного гетьмана І. Безпалого проти військ гетьмана Івана Виговського. Протягом шести тижнів тривали запеклі бої під Пирятином, Лохвицею та Варвою. В містечку були оточені війська Ніжинського полковника Гуляницького, що допомагав Виговському. Гетьман вирішив послати частину військ з-під Києва на допомогу обложеній Варві. Наказним гетьманом над ними він поставив військового осавула Івана Скоробагатого. Підійшовши до Варви, Скоробагатий вдарив на ворога і змусив його зняти облогу й відступити до Лохвиці (тепер Полтавської обл.). Слідом за тим прийшли до Лохвиці Скоробагатий з Гуляницьким і тепер вже мокселі опинилися в облозі.
Після поразки шведів в битві під Полтавою 27 червня 1709 року за однією з версій саме біля Варви в Удаї були заховані скарби, награбовані шведами. Петровськими військами після битви була споряджена велика пошукова експедиція, яка перекопала всю околицю Варви, що виходить на Удай. Але марно — нічого не знайшли. З тих пір колись перекопана частина Варви називається Перекопівка.
За даними ревізії 1740 року у Варві на той час розвивались ремесла. Найпоширенішими було ткацтво, виробництво збруї, ковальство. Понад 20 міщанських дворів володіли водяними млинами на Удаї. Свої вироби ремісники привозили на продаж до Лохвиці, Прилук, Ніжина, Батурина, Переяслава та інших міст.
У другій половині XVIII ст. економічне життя Варви дещо пожвавилось. Тут було 477 дворів, налічувалося 2690 жителів, працювало 6 млинів, олійниця, крупорушка та 10 крамниць. Щонеділі влаштовувались торги, тричі на рік відбувались ярмарки. Частими гостями варвинських ярмарок були чумаки, які завозили сюди сіль, рибу.
У 1780 році населення Варви складало 2559 осіб.
Є на мапі 1787 року як Варна.
Від 1782 р. Варва у складі Чернігівського намісництва, від 1802 р. у складі Лохвицького повіту Полтавської губернії. 1851 року у Варві збудовано дерев'яну церкву Різдва Богородиці, при ній відкрито церковну парафіяльну школу. На початку 20 ст. працювала земська, і 2 церковнопарафіяльні школи, 2 початкових училища (1913), Варвинська народна бібліотека-читальна (1896).
У 1862 року у володарському та козачому містечку Варва було 2 церкви, 3 ярмарки, базар та 460 дворів, де жило 2553 особи (1206 чоловічої та 1347 жіночої статі)
У 1911 році в містечку Варва були школи земська та церковно-прихідська, церкви Успенська та Різдва Богородиці, у містечку жило 3608 особи (1801 чоловічої та 1807 жіночої статі)
6 жовтня 1920 року була утворена Варвинська волость у складі Прилуцького повіту. На той час тут налічувалося близько 7[джерело?]. тисяч осіб населення. В квітні 1923 року Варва стала районним центром Прилуцької округи. 1966 року утворений Варвинський район.
Під час організованого радянською владою Голодомору 1932—1933 років померло щонайменше 383 жителі селища.
27 лютого — 1 березня 1943 року в селищі відбулося повстання проти німців.

## Історичні місця та споруди
Замкова гора — городище 11-13 ст. Розташоване на високому лівому березі Удаю на північно-західній околиці Варви, в урочищі Замкова гора. З трьох боків обмежене ярами і схилами тераси. Вали і рови з напільного (західного) боку не збереглися. Площа городища близько 5 га. Нині це майданчик навчально-виробничого комбінату. Потужність шару насиченого матеріалами 11-13 ст. близько 1 м. Відоме за матеріалами 19 ст. На думку вчених, городище є залишками літописного м. Варина, згаданого у «Повчанні Володимира Мономаха своїм дітям»

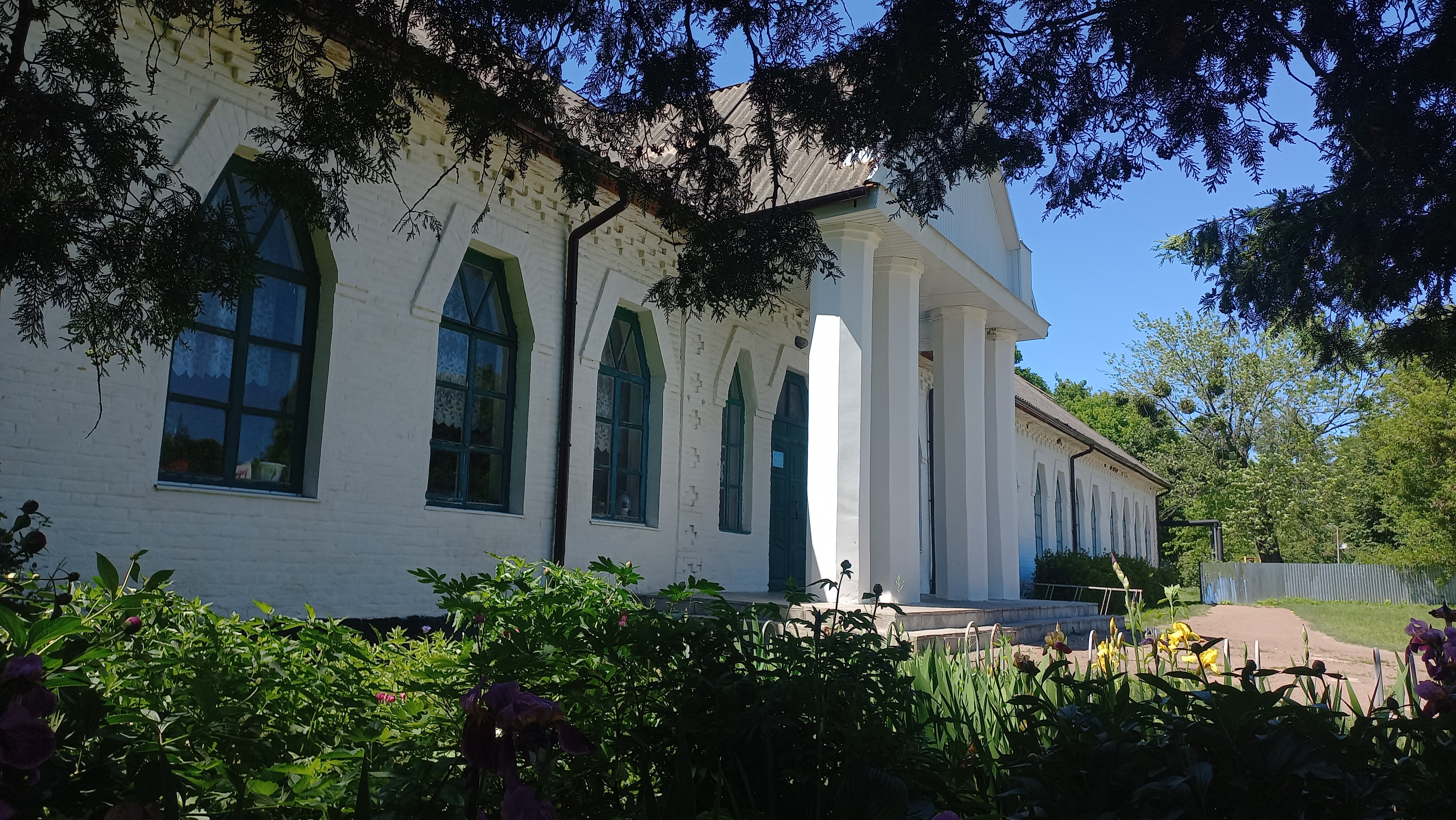
Земська школа, Варва

Будинок Варвинської земської школи (1915) яку у Варві називали Вигонською, бо збудована була на вигоні. Зведена вона за проектом архітектора Опанаса Сластіона в Українському народному стилі. До 1986 року навпроти районної бібліотеки знаходилася стара споруда Зублевської школи. 
Частково збереглося давнє планування Варви у межах сучасних вулиць Енгельса, Горького, Коцюбинського, Льва Толстого з характерними рисами радіально-напівкільцевої системи, підкореної топографії і контурам давнього центру Замкової гори.
Навколо Варви збереглись численні кургани, яких на початок двадцятого століття налічувалось 80. Один із них — це підвищення на Варвинському кладовищі, інші знаходились між лікарнею та Автозаправкою, на місці пожежної частини, на Руді, чотири кургани знаходяться на Холодниці, поблизу урочища «Першуха», один із кратером в середині був по дорозі на Журавку.

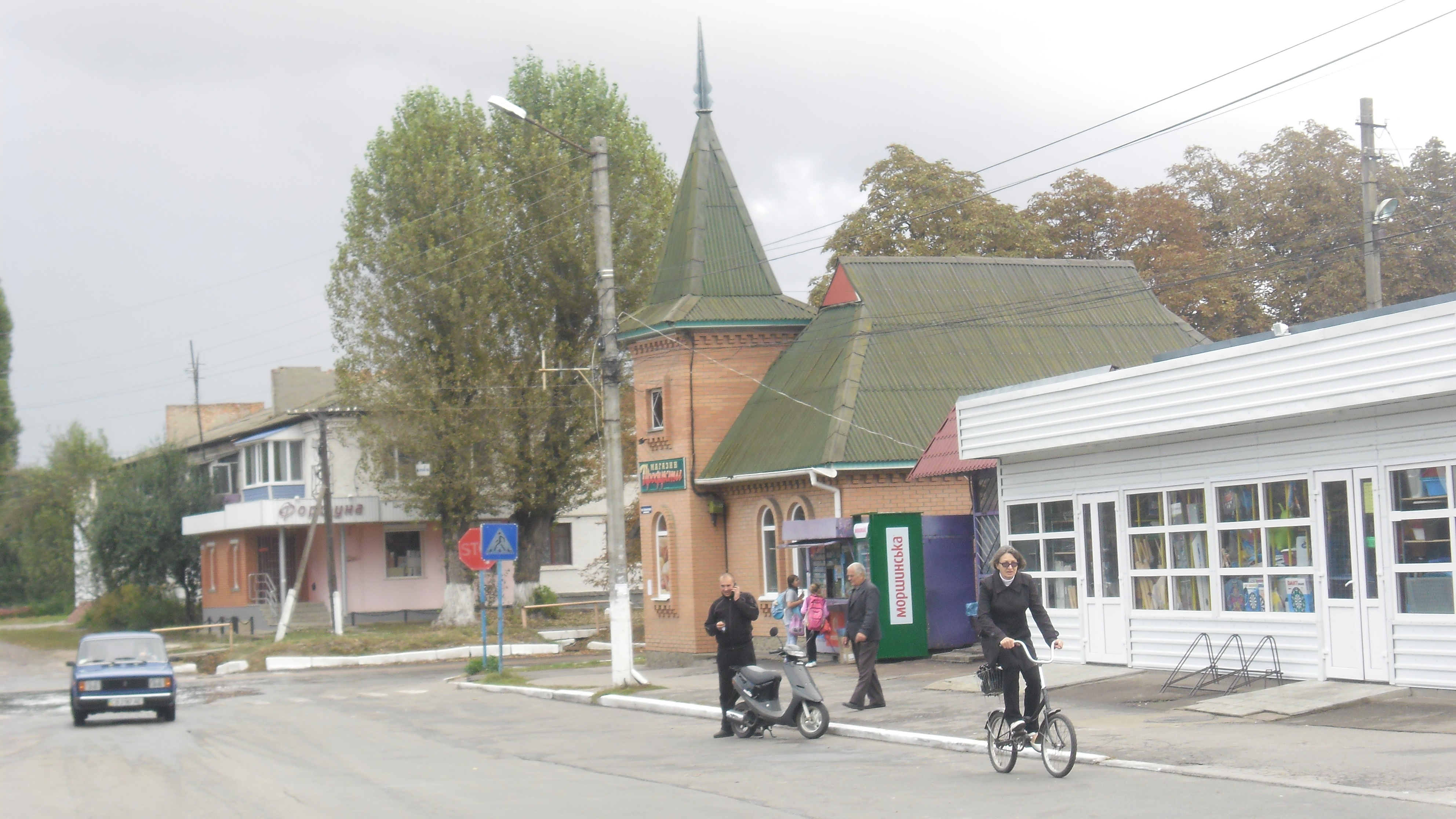
Центр селища

У давнину Варву прикрашало кілька церков. Найстаріша з них (18 ст.) Замкова. Замок являв собою неправильний чотирикутник із земляною огорожею, який прилягав до р. Удай. Гадають, що вал ішов по лінії: бібліотека — кінотеатр — учкомбінат — Димидкова гора. В центрі замку височіла церква. Існує імовірність, що замок, або церква мали підземні ходи. Якщо підніматись на Колодницю, то проти однієї з садиб розпочинається підземний хід. Він нібито колись з'єднував Колодницю з Першухою і був побудований під час Північної війни.
Були у Варві ще дві церкви — Перекопівська — кріпацька та Козацька (на місці сучасної районної бібліотеки). Дзвіниця в козацькій церкві знаходилась окремо. На місці Перекопівської церкви пізніше було обладнано клуб, а згодом кінотеатр. У 70-ті роки під час його реконструкції будівельники бачили на стінах мальовані ікони, які залишились під товстим шаром штукатурки.
Четверта культова споруда у Варві — єврейська синагога, розміщувалась на місці сучасного житлового п'ятиповерхового будинку, проти воріт Стадіону, її також зруйнували у 20-ті роки.
На центральному майдані нині знаходиться приміщення друкарні. Цей будинок і ще п'ять, що стояли в ряди належали О. Н. Бобриковій. Після 1917 року будинки інших варвинських поміщиків були відведені під різні культурні заклади. (Маєтки варвинських дворян, поміщиків та капіталістів Лукашевича, Горілченка, Дяконова, Орбеліані, Монштанського та інші).
У центрі міста — нафтова вежа-пам'ятник на честь початку нафтовидобування в регіоні 1959 року.
У лютому 2019 році у місті Варва Чернігівської області на честь полковника Аверкія Гончаренка встановили меморіальну дошку. Однак у липні Варвинська районна рада ухвалила рішення і демонтувала її. Причина демонтажу – “недотримання порядку і непогодження з селищною радою порядку вшанування національного героя”.

## Географія
Вулиці:
- Бодянських,
- Братів Дробілко,
- Вороного,
- Дарвіна,
- Андрія Хіміча,
- Заводська,
- Зарічна,
- І. Кондратця,
- І. Франка,
- Київська,
- Коцюбинського,
- Л. Толстого,
- Лютневого повстання,
- Матросова,
- Набережна,
- Некрасова,
- Одеська,
- Онопрійка,
- Пилипенка,
- Підгірна,
- Покровська,
- Трудова,
- Українська,
- В'ячеслава Носенка,
- Чкалова,
- Перекопівська,
- Ярославська,
- Різдвяна,
- пров. Береговий,
- пров. Мисливський,
- пров. Героїв Крут,
- пров. Музейний,
- пров. Горільченка,
- пров. Замковий,
- пров. І. Богуна,
- пров. Козацький,
- пров. Коцюбинського,
- пров. Надрічний,
- пров. Партизанський,
- пров. Перекопівський,
- пров. Попудренка,
- пров. Приудайський,
- пров. Рєпіна,
- пров. Спартака,
- пров. Шевченка,
- А. Тищенка,
- Аеродромна,
- Б. Хмельницького,
- Вигінна,
- Володимирська,
- Гайова,
- Галицька,
- Вербна,
- Грушевського,
- Злагоди,
- Зоряна
- Каштанова,
- Княгині Ольги,
- Комарова,
- Лесі Українки,
- Лісова,
- Ломоносова,
- Молодіжна,
- Нафтовиків,
- Нова,
- Першотравнева,
- Польова,
- Промислова,
- Пушкіна,
- Рудянська,
- Соколовського,
- Рибацька,
- Шевченка,
- 17 Вересня,
- 50 річчя Перемоги,
- 900 річчя Варви,
- пров. Якова Завгороднього,
- пров. Зелений
- Вишнева,
- Космонавтів,
- Котляревського,
- Миру,
- О. Кошового,
- Південна,
- Садова,
- Сонячна,
- Яблунева,
- 40 років Перемоги,
- пров. 1-й Миру,
- пров. 2-й Миру.

## Природа
На північ від Варви розташований гідрологічний заказник «Сага».

## Населення

### Чисельність населення
| 1959 | 1979 | 1989 | 2001 | 2016 | 2022 |
| ---- | ---- | ---- | ---- | ---- | ---- |
| 3424 | 7563 | 8927 | 8879 | 8175 | 7581 |

### Розподіл населення за рідною мовою(2001)
| українська мова | російська |
| --------------- | --------- |
| 95,90 %         | 3,68 %    |

## Промисловість
Гнідинцівський газопереробний завод

## Особистості
- Афанасенко (Опанасенко) Іван (XVIII ст.) — співак, придворний бандурист князя Микити Трубецького.
- Бодянський Осип Максимович — український і російський філолог-славіст, історик, фольклорист, перекладач, видавець, письменник, член-кореспондент Петербурзької Академії наук (1854).
- Ворошов Володимир Сергійович — український військовик, учасник російсько-української війни[12].
- Горбатенко Володимир Павлович — український політолог і правознавець, доктор політичних наук, професор, академік Української академії політичних наук, академік Академії наук вищої освіти України.
- Кондратець Іван Якович — Герой Радянського Союзу (1944).
- Ладинський Павло (* ? — † 1737) — український історик, дипломат, мемуарист, канцелярист Генеральної військової канцелярії за гетьмана Павла Полуботка, акровіршовий поет. Сотник Першої Варвинської сотні.
- Мінєєв Віктор Олександрович (19 червня 1937—22 липня 2002) — олімпійський чемпіон з сучасного п'ятиборства (1964), заслужений майстер спорту СРСР, переможець III Спартакіади народів СРСР в командній першості (1963).
- Носенко В'ячеслав Олексійович (1985—2014) — солдат Збройних сил України, учасник російсько-української війни.
- Пилипенко Яків Павлович (1920—2003) — Герой Радянського Союзу (1969).
- Прима Олег Леонідович — заслужений працівник освіти України[13].